# Gran Premi del Canadà del 2002
Resultats del Gran Premi del Canadà de Fórmula 1 de la temporada 2002, disputat al circuit urbà de Gilles Villeneuve a Mont-real el 9 de juny del 2002.

## Resultats de la cursa
| Pos | No | Pilot                 | Equip              | Voltes | Temps/ Retir.    | Pos. de sort. | Punts |
| --- | -- | --------------------- | ------------------ | ------ | ---------------- | ------------- | ----- |
| 1   | 1  | Michael Schumacher    | Ferrari            | 70     | 1h 33' 36. 111   | 2             | 10    |
| 2   | 3  | David Coulthard       | McLaren - Mercedes | 70     | + 1.132 s        | 8             | 6     |
| 3   | 2  | Rubens Barrichello    | Ferrari            | 70     | + 7.082 s        | 3             | 4     |
| 4   | 4  | Kimi Räikkönen        | McLaren - Mercedes | 70     | + 37.563 s       | 5             | 3     |
| 5   | 9  | Giancarlo Fisichella  | Jordan - Honda     | 70     | + 42.812 s       | 6             | 2     |
| 6   | 14 | Jarno Trulli          | Renault            | 70     | + 48.947 s       | 10            | 1     |
| 7   | 5  | Ralf Schumacher       | Williams - BMW     | 70     | + 51.518 s       | 4             |       |
| 8   | 12 | Olivier Panis         | BAR - Honda        | 69     | + 1 Volta        | 11            |       |
| 9   | 8  | Felipe Massa          | Sauber - Petronas  | 69     | + 1 Volta        | 12            |       |
| 10  | 10 | Takuma Sato           | Jordan - Honda     | 69     | + 1 Volta        | 15            |       |
| 11  | 23 | Mark Webber           | Minardi - Asiatech | 69     | + 1 Volta        | 21            |       |
| 12  | 7  | Nick Heidfeld         | Sauber - Petronas  | 69     | + 1 Volta        | 7             |       |
| 13  | 20 | Heinz-Harald Frentzen | Arrows - Cosworth  | 69     | + 1 Volta        | 19            |       |
| 14  | 22 | Alex Yoong            | Minardi - Asiatech | 68     | + 2 Voltes       | 22            |       |
| 15  | 15 | Jenson Button         | Renault            | 65     | Caixa canvi      | 13            |       |
| Ret | 6  | Juan Pablo Montoya    | Williams - BMW     | 56     | Motor            | 1             |       |
| Ret | 25 | Allan McNish          | Toyota             | 45     | Virolla          | 20            |       |
| Ret | 16 | Eddie Irvine          | Jaguar - Cosworth  | 41     | Sobrecalfament   | 14            |       |
| Ret | 24 | Mika Salo             | Toyota             | 41     | Frens            | 18            |       |
| Ret | 17 | Pedro de la Rosa      | Jaguar - Cosworth  | 29     | Caixa canvi      | 16            |       |
| Ret | 21 | Enrique Bernoldi      | Arrows - Cosworth  | 16     | Suspensions      | 17            |       |
| Ret | 12 | Jacques Villeneuve    | BAR - Honda        | 8      | Pressió de l'oli | 9             |       |

## Altres
- Pole: Juan Pablo Montoya 1' 12. 836
- Volta ràpida: Juan Pablo Montoya 1' 15. 960 (a la volta 50)